# 김정옥
김정옥(金正鈺, 1932년~ )은 대한민국의 연출가이다.

## 생애
전남 광주(光州) 출생. 광주서중과 서울문리대 불문과를 졸업하고 파리 소르본 대학에 유학, 영화학 연구소에서 연구하고 현대 불문학 연구과정의 디프롬을 얻고 귀국했다. 현재 중앙대학교 연극영화학과 교수와 Ｉ.Ｔ.Ｉ. 한국본부 상임위원, 한국연극협회 부이사장을 역임하고 있다. 또한 극단 '자유극장'의 창립 동인으로 10여년간 간사장을 맡아 오며 계속 상임연출을 맡고 있다. '민중(民衆)극장' 창립공연인 마르소 작 <달걀>, 장 아누이 작 <도적들의 무도회>(1963), 박조열 작 <토끼와 포수>(1964), 그리고 '자유극장'의 창립 공연인 스칼페타 작 <따라지의 향연> 등의 경쾌한 연극 연출양식과 카뮈 작 <흑인창녀를 위한 고백>, 최인훈 작 <어디서 무엇이 되어 만나랴>, 매커라스 작 <슬픈 카페의 노래> 등의 시적(詩的) 연출양식의 추구로 다양하게 관객의 폭을 넓히고자 하는 것이 그의 경향이다. 근래에 이르러 살롱드라마를 통하여 관객과의 접근을 적극 시도하고 있다.